# Gymnoloma pickeri
Gymnoloma pickeri är en skalbaggsart som beskrevs av Dombrow 2002. Gymnoloma pickeri ingår i släktet Gymnoloma och familjen Melolonthidae. Inga underarter finns listade i Catalogue of Life.